# Huyssens-Stiftung

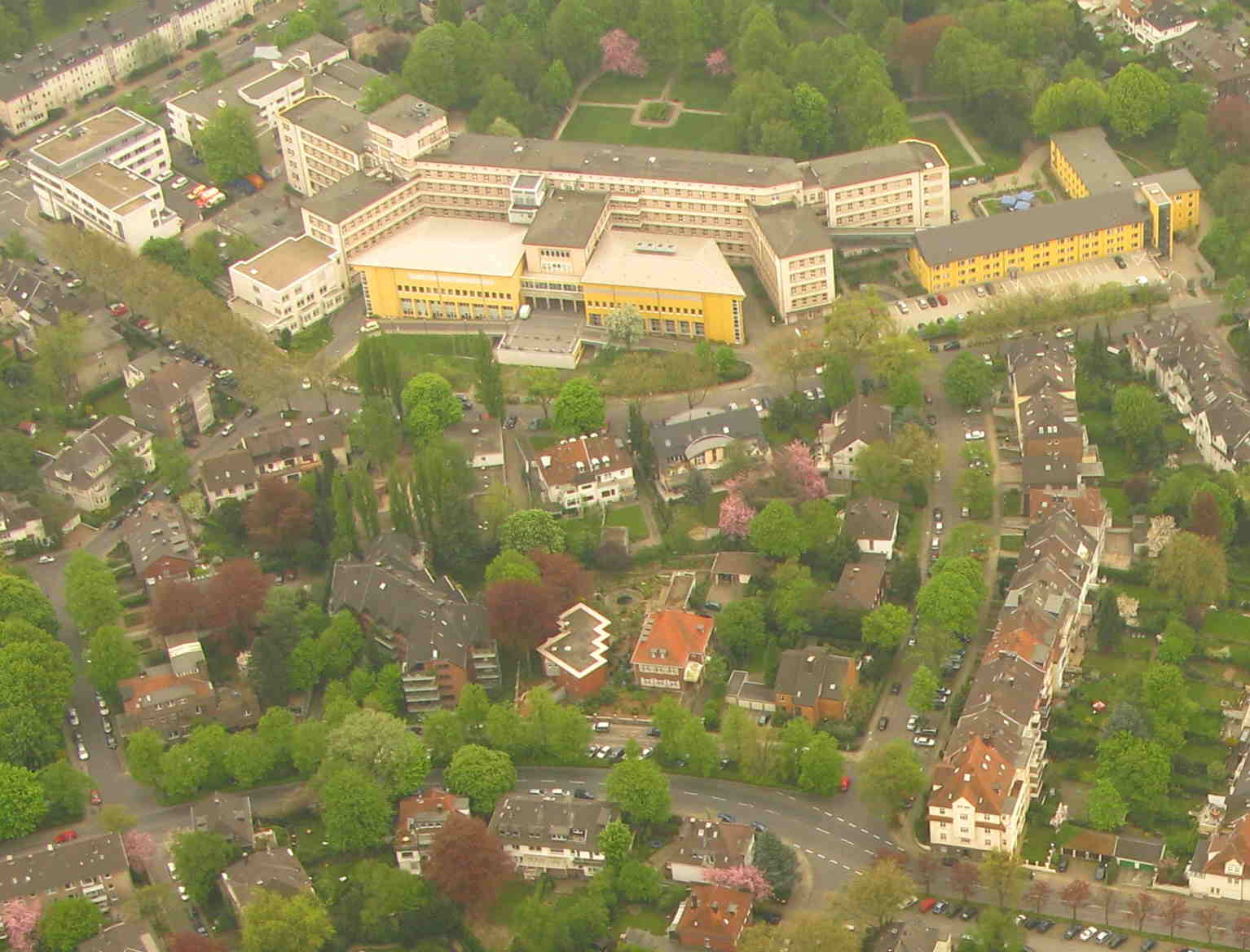
Obere Bildhälfte: Huyssens-Stiftung mit Blick von Norden (2009, vor dem Bau des Privatpatienten-Traktes mit 90 Betten, der neuen Zufahrt für Rettungswagen usw.)

Die Evangelische Huyssens-Stiftung ist ein Krankenhaus im Essener Stadtteil Huttrop. Das Akademische Lehrkrankenhaus der Universität Duisburg-Essen ist seit Oktober 1996 Mitglied im internationalen und deutschen Netz der gesundheitsfördernden Krankenhäuser der WHO. Es liegt im stadtplanerisch und architektonisch interessanten Moltkeviertel.

## Geschichte

### Erstes Krankenhaus 1854
Am 25. Dezember 1852 unterschrieb der Essener Oberbürgermeister Heinrich Arnold Huyssen eine Schenkungsurkunde, in der er der evangelischen Kirchengemeinde Essen-Altstadt Gelände und Geld für den Bau eines Krankenhauses stiftete. Es gab zudem eine große Anzahl kleinerer Spendenbeiträge, die die Errichtung förderten. Am 18. April 1853 wurde an der Kettwiger Chaussee 2 (heute Huyssenallee) der Grundstein für das erste evangelische Krankenhaus Essens gelegt. Mit dem Namen Huyssens-Stift wurde es am 18. Oktober 1854 eröffnet. Als Architekt verpflichtete Huyssen Carl Wilhelm Theodor Freyse, der auch Huyssens Wohnhaus am Burgplatz und Essens zweites Rathaus baute. Das Krankenhaus bot 30 Erwachsenen und sechs Kindern Platz. Der preußische König Friedrich Wilhelm IV. stiftete bereits 1852 zum Unterhalt pro Bett 2500 Taler.
Im Zuge der immer schneller fortschreitenden Industrialisierung ab Mitte des 19. Jahrhunderts und dem daraus resultierenden Bevölkerungsanstieg durch einwandernde Arbeitskräfte baute man 1863/1864 auf Huyssens Kosten an, wobei das Haus seine erste Wasserleitung erhielt. Als Gründer der Klinik wurde Huyssen stimmberechtigtes Ehrenmitglied des Kuratoriums auf Lebenszeit. Ebenso wurde der Industrielle Alfred Krupp Ehrenmitglied des Kuratoriums. Er und weitere Angehörige der Familie Krupp gehören bis in die 1940er Jahre zu den größten Spendern der Huyssens-Stiftung. Gustav Krupp von Bohlen und Halbach schenkte unter anderem die noch heute gespielte Orgel in der Krankenhauskapelle in der ersten Etage. Auf einem Spendenkonto bei der Sparkasse, das von Pfarrer Wächtler eingerichtet worden war, gingen zudem ungeahnt viele und große Spenden aus der evangelischen Gemeinde ein. Daraus wurden unter anderem acht Freibetten für mittellose Bürger im Krankenhaus eingerichtet sowie ganz normale Kredite an Essener Bürger vergeben, deren Zinseinnahmen zurück in die Stiftung flossen. Durch großzügige Spenden trat auch der Essener Kaufmann und Industrielle Friedrich Grillo auf, der dem Kuratorium von 1864 bis 1883 als Stadtverordneter, dann bis 1888 als Privatunternehmer angehörte. Zudem führte Grillo die ersten Revisionen der Jahresrechnungen durch, ließ 1866 eine Gartenmauer erbauen und 1873 Küche und Eingangstor erneuern. Nach seinem Tod sorgte Grillos Witwe, Wilhelmine Grillo geb. Born, regelmäßig für den Ausbau der medizinischen Ausstattung. So schenkte sie unter anderem 1899 den ersten Röntgenapparat und vermachte der Huyssens-Stiftung in ihrem Testament 1904 noch einmal 100.000 Mark. Des Weiteren unterstützte der Stadtverordnete Heinrich Carl Sölling die Huyssens-Stiftung mit 75.000 Mark. Zu den Vorstandsmitgliedern der Stiftung zählte der Stadtverordnete und Essener Unternehmer Richard Bömke.
1890 wurde nach Plänen der Architekten Julius Flügge und Carl Nordmann auf dem nördlichen Grundstücksteil ein Erweiterungsbau errichtet, dazu gehörte die Krankenhauskapelle. Das Geld hierfür stammte unter anderem vom Erlös des Basars, der durch das Frauenkomitee unter dem Vorsitz von Frau Pastor Wächtler in der Herberge zur Heimat vom 4. bis 8. Dezember 1899 veranstaltet worden war. In den Folgejahren wurde das Haus mehrfach erweitert, so auch 1894 an der Dreilindenstraße. Im Jahr 1902 bot es rund 200 Patienten Platz. 1910 gab es aus Kapazitätsgründen bereits Pläne über einen kompletten Krankenhausneubau an anderer Stelle, die jedoch aufgrund des Ersten Weltkriegs und des Ruhrkampfes 1923/1924 ruhen mussten. Nachdem das Haus 1923 aus Finanznot zeitweise ganz geschlossen werden musste, nahm man sich der Pläne für einen Neubau 1927 wieder an.
Während des Ruhrkampfes 1923/1924 kaufte die Baronin Anna Linder die Huyssens-Stiftung kurzerhand auf, um sie vor der drohenden Enteignung durch die Besatzungsmacht zu schützen. Danach gab sie die Klinik an die Gemeinde zurück. Anna Linder war Leiterin des Schwedischen Hilfswerks mit Sitz in der Huyssens-Stiftung. Sie schützte das Haus in diesen Zeiten der Nahrungs-, Kleidungs- und Kohlenknappheit vor der drohenden Schließung.
Ab 1928 war Karl Scheele Chef der Chirurgie.

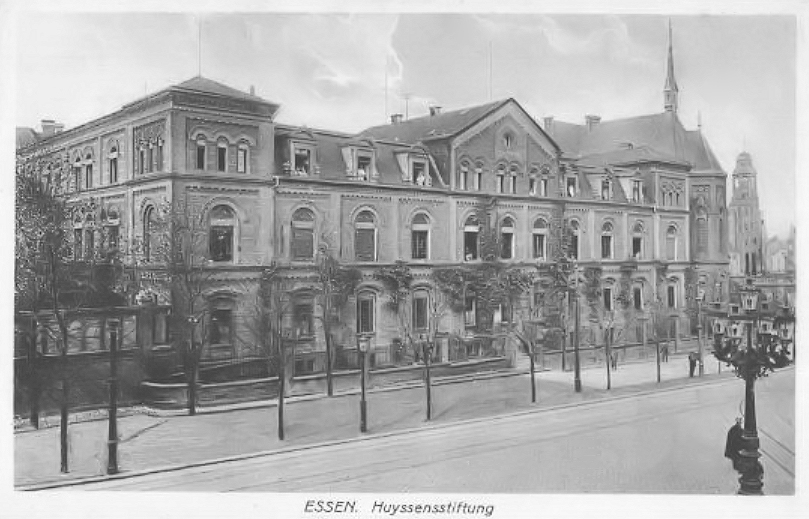
Huyssens-Stiftung um 1915
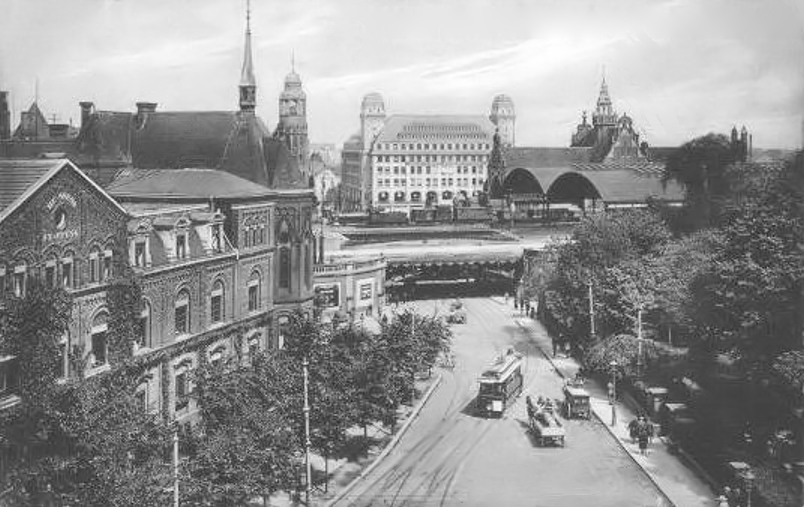
Huyssens-Stiftung um 1917, im Hintergrund das Hotel Handelshof und der Hauptbahnhof, rechts der Friedhof am Kettwiger Tor

### Neubau 1934 bis 1936

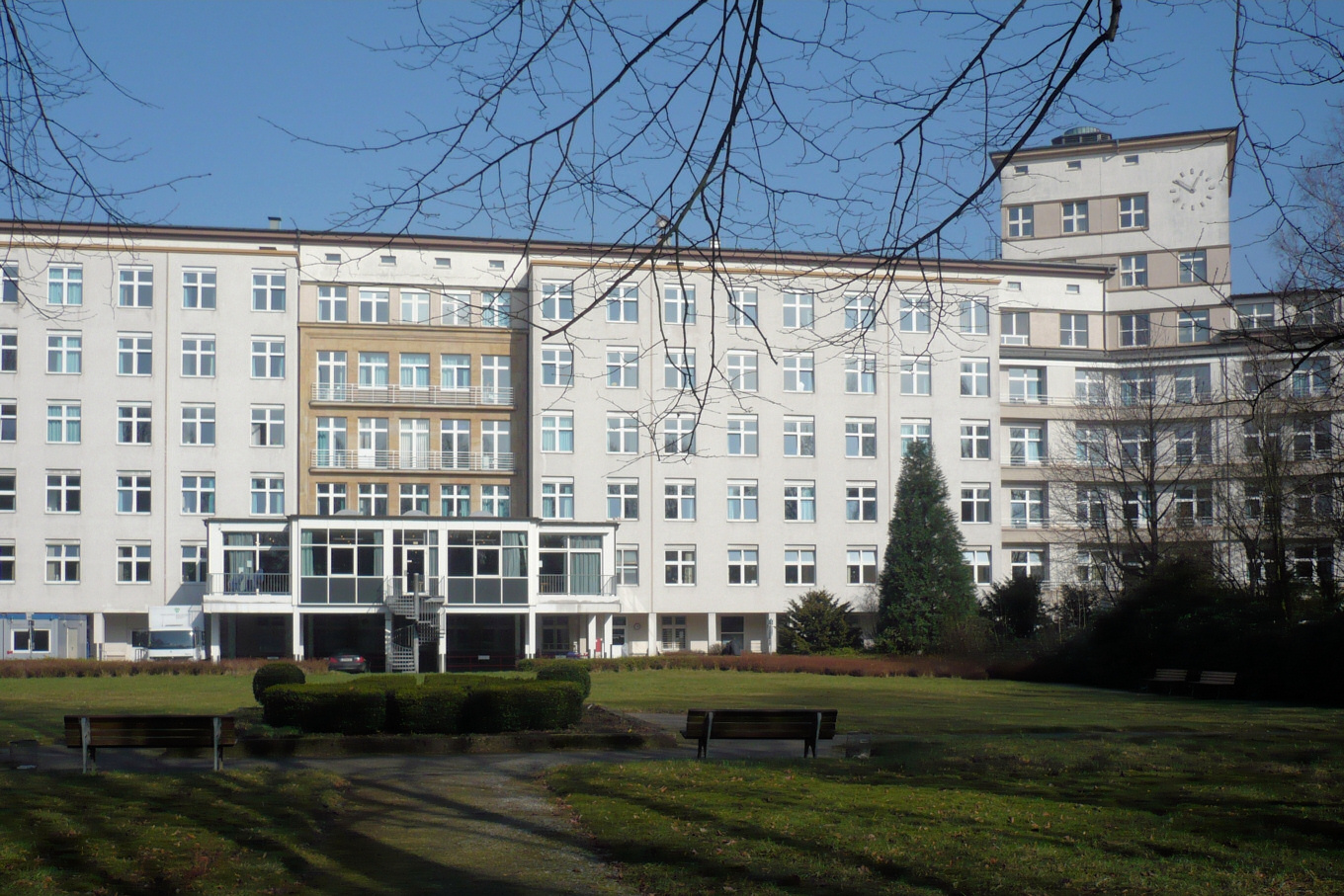
Huyssens-Stiftung, Ansicht vom Krankenhauspark

Die Kapazitäten der Klinik reichten weiterhin nicht aus. So gab es am 18. Mai 1931 ein Baugesuch mit Plänen eines Vorentwurfs, der bereits den Grundriss eine Doppelypsilons mit einem mittig angelegten Eingangsbereich sowie der Kapelle an heutiger Stelle zeigte. Der erste Spatenstich fand wegen finanzieller knapper Kassen der Stadt Essen erst am 31. März 1934 statt, so dass der Rohbau bis zum dritten Obergeschoss am Ende des Jahres stand. Am 15. Dezember 1936 wurde das neue Krankenhaus mit elf Fachabteilungen und 475 Betten am neuen Standort am damaligen Stadtrand in der Henricistraße bezogen. Der Entwurf stammt von dem Wuppertaler Architekten Carl Conradi, die Bauausführung betreute der Essener Architekt Paul Dietzsch. Als Bauherr trat die Evangelische Kirchengemeinde Essen-Altstadt auf. Der dreiflügelige Bau im Bauhausstil umschloss einen Park und bot Krankenzimmer, die an der Südseite mit Balkonen versehen waren.
Die Huyssens-Stiftung wurde 1975 in eine freigemeinnützige Gesellschaft mit beschränkter Haftung umgewandelt. In den Jahren 1987 bis 1992 wurden Nord- und Ostflügel saniert. Kurz darauf wurde das Haus um ein Restaurant, eine Liegendanfahrt und eine Akut-Station der Psychiatrie erweitert, 1995 der Eingangsbereich umgestaltet und 1997 eine zentrale Notaufnahme angebaut. Eine radiologische Praxis zog in dieser Zeit in das ehemalige Schwesternwohnheim ein.
1995 fusionierte die Huyssens-Stiftung mit dem Essener Knappschaftskrankenhaus in Steele zu den Kliniken Essen-Mitte, deren Träger der Kirchenkreis Essen-Mitte, die Bundesknappschaft in Bochum sowie der Verein der Freunde und Förderer des Evangelischen Krankenhauses Huyssens-Stiftung sind.
Im Jahr 2011 wurde das Krankenhaus um ein Gebäude mit 90 Betten für Privatpatienten erweitert. Die Sanierung des in die Jahre gekommenen alten Gebäudes sollte anschließend erfolgen. Die Modernisierung des Altbaus erwies sich aber als aufwändiger und für die Patienten störender als zunächst erwartet, weshalb beschlossen wurde, einen Teil des alten Krankenhausparks mit einem vierstöckigen 400-Betten-Bau zu überbauen, dann die Patienten aus dem Altbau dorthin zu verlegen und das alte Krankenhaus zu entkernen und zu modernisieren.

### Krankenhauskapelle

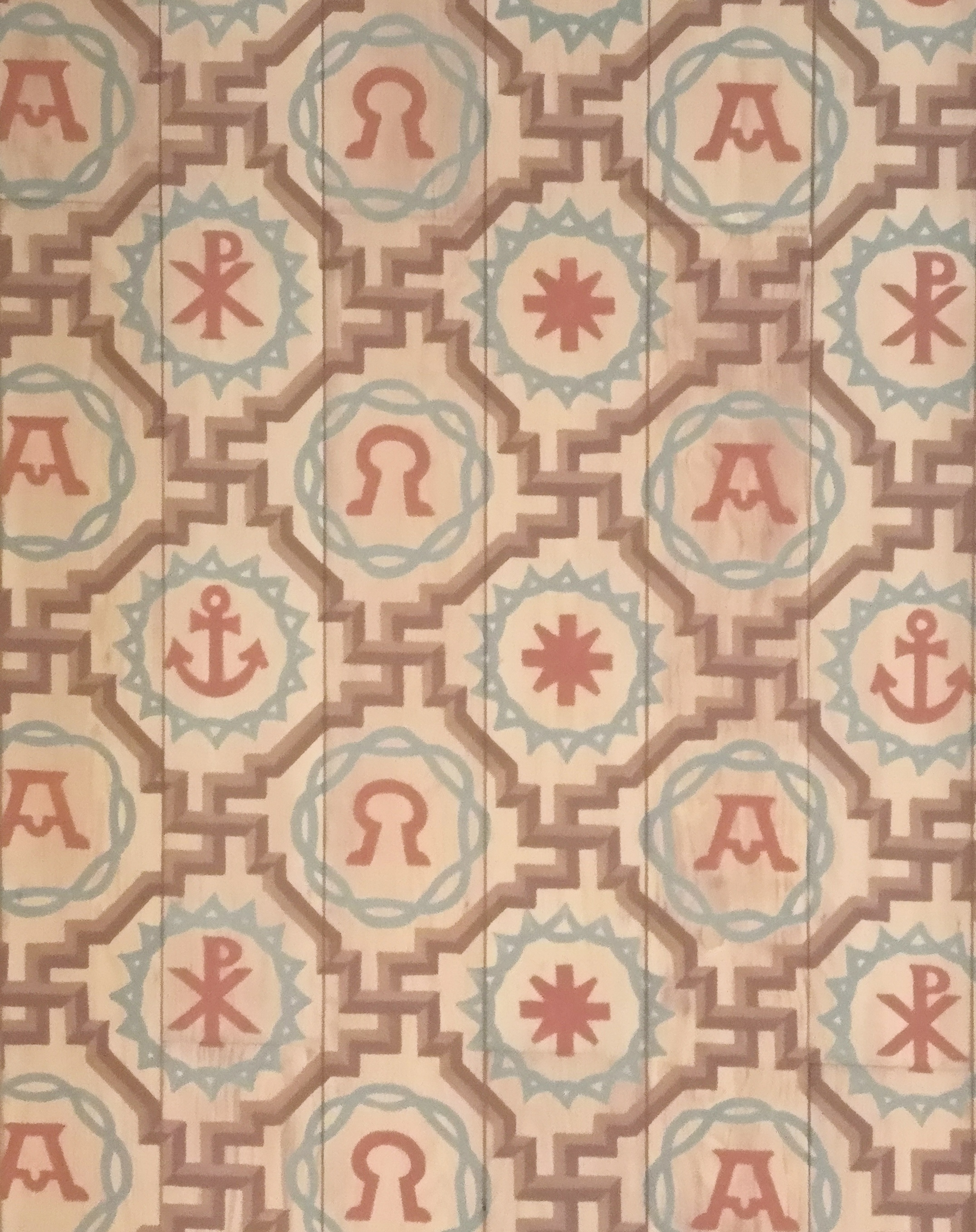
Deckenmuster der Krankenhauskapelle: eine Verbindung von Hakenkreuzen mit den christlichen Symbolen Alpha und Omega, dem Christusmonogramm und einem Kreuz-Stern-Ornament

Am 11. April 1937, und damit in der Zeit des Nationalsozialismus, wurde die Krankenhauskapelle mit einem schlichten Gottesdienst eingeweiht. Die Stadt Essen hat sie am 13. Februar 2020 in ihre Denkmalliste eingetragen. So wies sie bis 2019 unter anderem ein Deckendekor mit Hakenkreuz-Elementen im Band-Dekor auf. Der Architekt Carl Conradi entwarf seine Pläne im Jahr 1935 jedoch noch ohne diese Deckenkonstruktion. Bisher ist nicht nachweisbar, wann und durch wen die NS-Symbole in die Kapelle kamen. Derzeit ist die Kapellendecke abgenommen.
Ein zentraler Wandelaltar von Rudolf Schäfer mit arisiertem, blondem und blauäugigem Jesus Christus ist erhalten, wurde jedoch 1994 aus der Kapelle entfernt und eingelagert.
Die Fenster der Kapelle entwarf Carl Bringmann (1878–1962), so dass sie durch die Coburger Kunstglaserei Carl Bringmann & Kurt Schmidt installiert wurden. Die sechs Fenster auf der linken Seite der Kapelle zeigen das Thema Christi Wort; im Einzelnen die Bergpredigt, die Nachfolge Christi, den verlorenen Sohn, den barmherzigen Samariter, den guten Hirten und die Kreuzigungsgruppe. Die sechs Fenster auf der rechten Kapellenseite zeigen das Thema Christi Tat; im Einzelnen die Erweckung des Lazarus, die Stillung des Meeres, den Kinderfreund, die Heilung des Lahmen am See, die Heilung des Blinden und den Heiland der Mühseligen und Beladenen.
Eine Orgel des Ludwigsburger Orgelbauunternehmens Walcker befindet sich noch im Original in der Kapelle.

## Das Krankenhaus heute
Das Huyssens-Stift besitzt neun Operationssäle und verfügt über folgende Fachabteilungen:
- Klinik für Allgemeine Innere Medizin und Gastroenterologie
- Klinik für Chirurgie und Zentrum für Minimal-invasive Chirurgie
- Universitätsklinik für Mund-, Kiefer- und Gesichtschirurgie
- Klinik für Innere Medizin IV: Internistische Onkologie/Hämatologie
- Klinik für Psychiatrie, Psychotherapie und Suchtmedizin
- Klinik für Urologie, Kinderurologie und Urologische Onkologie
- Klinik für Senologie und Brustzentrum
- Klinik für Gynäkologische Onkologie (ab 2011)
- Klinik für Anästhesiologie, Intensiv- und Schmerztherapie
- Klinik für Diagnostische und Interventionelle Radiologie

2003 förderte das Land Nordrhein-Westfalen den Bau des Untersuchungs- und Behandlungstraktes II, mit vier neuen Operationssälen, Intensivstation und Ambulanz, der Ende 2005 den Betrieb aufnahm. Anfang 2005 ging das Ambulante Tumorzentrum Essen (ATZ) in Betrieb, ein separates Gebäude mit Zugang zum Haupthaus.
Die Klinik für Innere Medizin IV im Huyssens-Stift, und damit die internistische Onkologie und Hämatologie mit Zentrum für Palliativmedizin, wurde im Dezember 2004 von der Europäischen Gesellschaft für Medizinische Onkologie (ESMO) zu einem Designated Center of Integrated Oncology and Palliative Care ernannt. Von den europaweit acht dafür ernannten Kliniken belegte das Huyssens-Stift den ersten Platz.